# 1 de maig
El primer de maig és el cent vint-i-unè dia de l'any del calendari gregorià i el cent vint-i-dosè en els anys de traspàs. Queden 244 dies per finalitzar l'any.
El dia primer de maig és festa a gairebé tots els països del món. És el Dia Internacional dels Treballadors o Primer de Maig, la festa més important del moviment obrer mundial.

## Esdeveniments
Països Catalans
- 1298 - Barcelona: Comença la construcció de la Catedral de Barcelona.
- 1700 - Catalunya Nord: Un reial decret prohibeix a la Catalunya Nord l'ús de la llengua catalana en documents oficials, notarials i d'altra mena, sota pena d'invalidar-ne el contingut.
- 1794 - el Voló (el Rosselló): L'exèrcit francès resultà victoriós en la batalla del Voló durant la guerra Gran.[2]
- 1837 - Sant Mateu (Baix Maestrat): els carlins sota el comandament de Ramon Cabrera i Grinyó trenquen el Setge de Sant Mateu de 1837 i assalten la població en la Primera Guerra Carlina.
- 1859 - Barcelona: s'hi inauguren els primers Jocs Florals del Principat de l'època moderna.
- 1879 - Barcelona: el Diari Català publica el seu prospecte, el recull de punts on s'exposaven els seus ideals, tres dies abans de sortir el primer número.
- 1881 - Nova York: darrer número de la revista La Llumanera de Nova York.[3]
- 1890 - Barcelonaː Se celebra per primer cop el Primer de Maig, essent la primera ciutat de l'estat espanyol a celebrar-loː reclamava la jornada laboral de vuit hores.[4]
- 1930 - Vic: Va aparèixer el Diari de Vich, editat en català. primer periòdic de publicació diària a la ciutat de Vic i a la comarca.
- 1975 - València: Constitució de la Junta Democràtica del País Valencià, presidida per Manuel Broseta.
- 1979 - Primer número d'Els Marges, revista quadrimestral de llengua i literatura catalana fundada per Joaquim Molas.[5]
- 1988 - Montserrat: Estrena dels gegants de l'Agrupació de Colles de Geganters de Catalunya, en Treball i na Cultura.
- 1995 - Salou: S'inaugura el parc temàtic PortAventura.
- 1996 - Illes Balears: Apareix el Diari de Balears, un diari en paper que s'edità en català a les Balears fins al 2013.
- 2000 - Barcelona: Comencen les emissions de RAC1.

Resta del món
- 1564 - Moscou (Rússia): primer llibre imprès a Rússia: Actes dels apòstols, imprès per Fedorov i Mstislavec.
- 1756 - Versalles (Yvelines, Illa de França, França): França i Àustria hi signen el tractat de Versalles de 1756, que els fa aliats en la guerra dels Set Anys com a resposta al Tractat de Westminster que havien signat Prússia i Anglaterra.[6]
- 1769 - Salzburg (Imperi d'Àustria): estrena de La finta semplice, òpera de W. A. Mozart.
- 1851 - Londres: S'inaugura la primera Exposició Universal de la història.
- 1878 - París: S'inaugura la tercera Exposició Universal de París, ubicada al Camp de Mart, que es perllongaria fins a l'octubre.
- 1886 - Chicago (Illinois, EUA): milers d'obrers s'hi declaren en vaga per reclamar una jornada laboral de 48 hores setmanals: serà l'origen de la celebració del Primer de Maig.
- 1890: a iniciativa del Congrés Obrer Socialista de la Segona Internacional se celebra per primera vegada el Primer de Maig per homenatjar els 8 anarquistes detinguts el 1886 a Chicago, dels quals 5 van ser executats.
- 1925 - Guayaquil (Equador): Es funda el Barcelona Sporting Club, club esportiu equatorià originari de la ciutat de Guayaquil.
- 1931 - Nova York (EUA)ː Inauguració de l'Empire State Building.[7]
- 1993 - Neuendorf (Alemanya): Reobertura del Pas de barca de Kronsnest.
- 1999 - Entra en vigor el Tractat d'Amsterdam, que substitueix el Tractat de Maastricht.[8]
- 2003 - Washington (EUA): el president George Bush proclama la fi de la guerra d'Iraq.
- 2004 - Europa: deu nous estats de l'Europa central i mediterrània s'han incorporat a la UE: Eslovàquia, Eslovènia, Estònia, Hongria, Letònia, Lituània, Malta, Polònia, República Txeca i Xipre.
- 2006 - Bolívia: El president Evo Morales decreta la nacionalització dels hidrocarburs, en compliment del seu programa electoral.
- 2010 - Shanghai (Xina): Inauguració de l'Exposició Universal.[9]

## Naixements
Països Catalans
- 1531 - Valldemossa, Mallorca: Santa Catalina Thomàs (m. 1574).[10]
- 1784 - Olesa de Montserrat: Rosa Venes i Clusas, heroica defensora de Tarragona durant la Guerra del Francès (m. 1845).[11]
- 1874 - Sabadell, Vallès Occidental, Barcelona: Àngel Rodamilans i Canals, sacerdot, monjo benedictí, compositor i organista (m. 1936).[12]
- 1956 - Barcelona: Manuela González i Griñán, enginyera tècnica agrícola i política catalana, ha estat diputada al Parlament de Catalunya.
- 1963 - Barcelona, Barcelonès: Màrius Serra, escriptor, periodista, autor de mots encreuats, traductor de l'anglès i enigmista català.[13]
- 1970 - Xàtiva, Costera: Elies Barberà Bolinches, poeta i actor valencià.
- 1977 - Sabadell: Glòria Estopà Calvet, entrenadora i ex jugadora de bàsquet catalana.
- 1980 - Palma: Paula Armario Ibáñez, script, ajudant de realització, redactora i operadora de càmera de cinema i televisió.

Resta del món
- 1592 - Lüftelberg, Colònia (Sacre Imperi Romanogermànic): Johann Adam Schall von Bell, jesuïta alemany, matemàtic, missioner a la Xina (m. 1666).[14]

- 1751 - Gloucester, Massachusetts: Judith Sargent Murray, escriptora estatunidenca que escrigué sobre els drets de les dones (m.1820).[15]
- 1769 - Dublin, Irlanda: Arthur Wellesley, 1r Duc de Wellington, polític britànic, Primer Ministre del Regne Unit (1828 a 1830 i 1834) (m. 1852).[16]
- 1802 - Venèrca, França: Joan Baptista Noulet, investigador, arqueòleg i naturalista. Va fixar definitivament l'edat dels Pirineus (m. 1890).

- 1821 - Viena: Karl von Scherzer, explorador, diplomàtic i científic austríac.
- 1841 - Rendsburg: Ludwig Friederichsen, geògraf, cartògraf, editor, llibreter, i polític colonial alemany.
- 1852 - Petilla de Aragón, Navarra: Santiago Ramón y Cajal, metge, històleg i professor universitari navarrès, guardonat amb el Premi Nobel de Medicina o Fisiologia el 1906 (m. 1934).[17]
- 1853 - Princeton, Missouri: Calamity Jane, famosa aventurera que va viure al Far West (m. 1903).[18]
- 1855 - Filadèlfia, Pennsylvania: Cecilia Beaux, pintora retratista de societat nord-americana (m. 1942).[19]
- 1874 - Roma: Romaine Brooks, pintora estatunidenca (m. 1970).[20]
- 1894 - París: Marthe Nespoulous, soprano francesa (m. 1962).[21]
- 1916 - Ciutat de Quebec, Canadà: Glenn Ford, actor canadenco-estatunidenc.
- 1917 - Bordeus (França): Danielle Darrieux, actriu francesa i cantant francesa de llarga trajectòria.[22]
- 1924 - Washington DC: Evelyn Boyd Granville, matemàtica, física teòrica i astrònoma, 2a dona afroamericana doctora en Matemàtiques.[23]
- 1936 - París, Danièle Huillet, cineasta francesa, autora d'una filmografia lliure i radical (m. 2006).[24]
- 1940 - Florència: Elsa Peretti, creadora de joies italiana per a Tiffany & Co., i mecenes cultural a Catalunya.
- 1941 - Nova York: Norma Broude, historiadora de l'art americana, especialista en pintura francesa i italiana del segle xix.
- 1950 - Shanghai (Xina): Yang Jiechi (en xinès 杨洁篪) polític i diplomàtic xinès, membre del 19è Politburó del Partit Comunista de la Xina i un dels quatre viceprimers ministres del govern (2017).[25]
- 1951 - Lexington, Virgínia: Sally Mann, fotògrafa estatunidenca, premi de la revista Time a la Millor fotògrafa nord-americana 2001.[26]
- 1955 - l'Alger (Algèria): Julie Pietri, cantant francesa, membre de la comunitat anomenada Peus negres.
- 1959 - París: Yasmina Reza, escriptora, actriu, novel·lista i dramaturga francesa.[27]
- 1980 - Tours: Isabelle Geffroy, coneguda com a Zaz, cantant francesa, que barreja els estils jazz manouche, soul i acústic.

## Necrològiques
Països Catalans
- 1869, Barcelona: Amalia Fenollosa Peris, poetessa i novel·lista romàntica (44 anys)[28]

- 1900, Sabadell: Feliu Crespí i Cirera, filador i alcalde de Sabadell.
- 1949, Barcelona, Barcelonès: Josep Maria Jujol i Gibert, arquitecte, dibuixant, dissenyador i pintor modernista català [29]
- 1964, Barcelona: Cristòfor Taltabull i Balaguer fou un pedagog musical i compositor català[30]
- 1986, Sabadell: Lluís Mimó i Espinalt, esperantista català, militant del POUM i víctima dels camps de concentració francesos.
- 1988, Barcelona: Josefina Tàpias, actriu catalana de teatre i de cinema, de dilatada carrera[31]
- 1999, Barcelona: Dolors Cinca Pinós, professora universitària i traductora catalana
- 2009:
  - Barcelona: Mercè Lleixà i Chavarria, actriu catalana[32]
  - Barcelona: Mavi Dolç i Gastaldo, filòloga, professora i activista cultural valenciana[33]

Resta del món
- 408, Constantinoble, Imperi Romà d'Orient: Arcadi, primer emperador d'orient[34]
- 1539, Toledo: Isabel de Portugal i d'Aragó, reina de les corones de Castella i d'Aragó i, més tard, emperadriu imperial (36 anys)[35]
- 1572, Roma, Estats Pontificis: papa Pius V[36]
- 1820, Londres: Arthur Thistlewood, revolucionari anglès[37]
- 1887, Wiesbaden: Ferdinand Möhring, compositor, director d'orquestra i organista alemany.
- 1904, Praga, Imperi Austrohongarès: Antonín Dvořák, compositor txec[38]
- 1918, Jackson (Michigan): Grove Karl Gilbert, geòleg estatunidenc[39]
- 1920, Police nad Metují: Hanuš Wihan, violoncel·lista i compositor txec.
- 1933, Charlottenburg, Tercer Reich: Harriet von Rathlef, escultora russa
- 1945, Berlín, Tercer Reich: Joseph Goebbels, ministre de Propaganda i Il·lustració Popular del Tercer Reich mort per suïcidi conjunt amb la seva muller després d'assassinar els seus sis fills (47 anys).[40]
- 1973, Århus, Dinamarca: Asger Jorn, artista danès[41]
- 1978, Moscou: Aram Khatxaturian, compositor georgià d'origen armeni[38]
- 1993, Nevers, França: Pierre Bérégovoy, polític francès que ocupà el càrrec de Primer Ministre de França el 1992 i 1993 [42]
- 1994, Imola, Emília-Romanya: Ayrton Senna, pilot de Fórmula 1 brasiler[43]
- 2012, Flagstaff, EUA: Alexander Dale Oen, nedador noruec[44]
- 2024, Madrid: Victoria Prego, periodista espanyola[45]

## Festes i commemoracions
- Primer de maig: Dia Internacional del Treball.
- Onomàstica: sants Josep, obrer; Jeremies (profeta); Amador d'Auxerre, bisbe; Orenci d'Aush, bisbe; Andeol del Vivarès o Sant Aniol, màrtir; Teodard de Narbona, bisbe; Teodulf d'Orleans, bisbe; Brioc de Bretanya; Segimon de Borgonya, rei i màrtir; Ricard Pampuri; Torquat de Guadix, bisbe llegendari; sants Orenci i Paciència d'Osca, màrtirs; beata Mafalda de Portugal i de Barcelona, infanta i monja. A l'Església Copta: sant Isaac de Tifre.